# Джидинский хребет
Джиди́нский хребе́т (монг. Зэдийн нуруу, бур. Зэдын шэлэ) — горный хребет в юго-западном Забайкалье, вытянутый дугой вдоль границы России (Республика Бурятия) и Монголии. Линия государственной границы проходит по водоразделу хребта, за исключением района трансграничной реки Большая Илинга, где хребет отступает от границы вглубь Закаменского района Бурятии. 
На северо-западе Джидинский хребет начинается от южной оконечности хребта Майхан-Тагийн-Хилийн-Нуру (гора Хасын-Эхэн-Ундэр, 2636 м, в 7 км на юго-запад от истоков рек Джида и Биту-Джида). Около 70 км хребет тянется на юг-юго-восток до горы Урантын-Ундэр-Ула (1992 м), откуда отходит  на восток вглубь территории России до реки Джиды. От горы Аршан-Шулун (1850 м) хребет идет на юг к государственной границе. Здесь в Закаменском районе Бурятии протяжённость хребта составляет порядка 50 км. От высоты 1534 м хребет протягивается преимущественно в восточном направлении на 200 км к трансграничной реке Желтуре. К востоку от этой реки продолжением Джидинского хребта является хребет Гунзан, протяжённостью 40 км.
Протяжённость хребта составляет около 350 км, максимальная высота — 2027 м (гора Сарьдаг-Ула). Хребет сложен преимущественно гранитами и метаморфическими породами.
На северном склоне хребта, до высоты 1700 м, преобладает лиственничная и лиственнично-кедровая тайга, выше — кедровая; на южном склоне — лиственничная лесостепь, выше — лиственничные леса.

## Топографические карты
- Лист карты M-48-VII. Масштаб: 1 : 200 000. Указать дату выпуска/состояния местности.
- Лист карты M-48-XIII. Масштаб: 1 : 200 000. Указать дату выпуска/состояния местности.
- Лист карты M-48-XIV. Масштаб: 1 : 200 000. Указать дату выпуска/состояния местности.
- Лист карты M-48-XV. Масштаб: 1 : 200 000. Указать дату выпуска/состояния местности.
- Лист карты M-48-XVI. Масштаб: 1 : 200 000. Указать дату выпуска/состояния местности.